# Germaine Damar
Germnaine Heck más conocida como Germaine Damar (Pétange, Luxemburgo; 31 de agosto de 1929) es una bailarina y primera actriz luxemburguesa de cine.

## Carrera
Germaine Damar, que también se hizo llamar Ria Poncelet, comenzó su carrera como acróbata y  luego trabajó en casi 30 películas alemanas, entre ellas tres películas en las que fue la compañera del actor Peter Alexander.
Damar fue la tercera de cuatro hijas de un matrimonio de trabajadores metalúrgicos formados por Dominique Haeck y su esposa Barbara Poncelet. En el club de gimnasia de Nidderkuer (Niederkorn) en Luxemburgo, y con tan solo 5 años, Germaine sentó las bases para su futura carrera. Con su hermana Geny y dos profesores del gimnasio formaron el cuarteto acrobático Los Habaneros. El 10 de mayo de 1940, después de la invasión de Luxemburgo por las tropas alemanas, huyó con sus padres y hermanos a París. Allí, a los 12 años de edad continuó desarrollando sus talentos y actuó con su hermana Geny y su exprofesor de gimnasia Atilio Bariviera Deluxe como trío. También tomó clases de baile y fue formada en el ballet. Después de la Segunda Guerra Mundial, comenzó una carrera como solista y recorrió Europa. Viajó al Norte de África y el Oriente para llevar a cabo allí con su hermana Sylvie y su marido un trío. En El Cairo, llegaron a actuar exclusivamente para el Rey Farouk. En ese momento comenzó a utilizar su nombre artístico, Ria Poncelet. En El Cairo se reunió también con el actriz Zarah Leander. Aunque el director Robert A. Stemmle no estaba conforme con la prueba, ella interpretó su primer papel en el cine. El director Géza von Cziffra, necesitaba en ese momento una talentosa bailarina para sustituir los malos tratos de Maria Litto en su film Tanzende Sterne de 1952. Le hizo el casting y finalmente quedó en el papel principal junto a Georg Thomalla. Entre otros actores se lució cinematográficamente con Joachim Fuchsberger y Walter Giller.
En 1957 actuó en una de sus películas más exitosas, Beine von Dolores (Las piernas de Dolores) junto con el actor Claude Blederstaedt.
En su visita a la Argentina, donde hizo una importante participación junto al ballet de Beatriz Ferrari, conoció y se casó con el gerente norteamericano Roman G. Toporow Romano. En Argentina agradó por su simpatía en el Festival de Cine de Mar del Plata. En 1966 tuvo a su hijo Martin Toporow. Su marido murió en 1993 y desde entonces la actriz ha vivido con su hijo en Fort Lauderdale, Florida. En junio de 2011  se presentó el documental Germaine Damar - Der tanzende Stern (Germaine Damar, la estrella danzante) por Michael Wenk en el Ciné Utopía en Luxemburgo.

## Filmografía
- 1997: Nirvana
- 1963: Escala en Hi-Fi
- 1961: Cariño mío
- 1960: Gauner-Serenade
- 1959: Glück und Liebe in Monaco
- 1959: Salem Aleikum
- 1959: Tausend Sterne leuchten
- 1959: Peter schießt den Vogel ab
- 1958: Scala - total verrückt
- 1958: So ein Millionär hat's schwer
- 1958: Serenata de Texas
- 1958: Rivalen der Manege
- 1958: Siempre te quise
- 1957: Der Kaiser und das Wäschermädel
- 1957: Der Graf von Luxemburg
- 1957: Música en la sangre
- 1957: Weißer Holunder
- 1957: Siebenmal in der Woche
- 1957: Der schräge Otto
- 1956: Zu Befehl, Frau Feldwebel
- 1956: Mädchen mit schwachem Gedächtnis
- 1956: Sinfonía en oro
- 1955: Die Drei von der Tankstelle
- 1955: Wunschkonzert
- 1954: An jedem Finger zehn
- 1954: König der Manege
- 1953: Schlagerparade
- 1953: Südliche Nächte
- 1952: Tanzende Sterne